# Kabinett Salandra II
Das Kabinett Salandra II regierte das Königreich Italien vom 5. November 1914 bis zum 19. Juni 1916. Es wurde wie das Vorgängerkabinett Salandra I von Ministerpräsident Antonio Salandra angeführt.

## Entstehung und Entwicklung
Das Kabinett Salandra II war das 50. Kabinett des Königreiches und ein Jahr, sieben Monate und 13 Tage im Amt. Die Minister wurden von den Liberalen und den Republikanern gestellt. Die zweite von Salandra geführte Regierung war in den ersten Monaten von der Auseinandersetzung zwischen Kriegsbefürwortern und -gegnern bestimmt. Während Giolitti sich weiterhin für die Neutralität Italiens starkmachte, schloss der neue Außenminister Sonnino eine Intervention nicht aus, um damit den territorialen Ansprüchen Italiens Nachdruck zu verleihen. Mit der Unterzeichnung des geheim gehaltenen Londoner Vertrages am 26. April 1915 setzten sich die „Interventionisten“ schließlich durch. Am 3. Mai 1915 kündigte die Regierung den Dreibund auf. Sich bewusst im Alleingang gehandelt zu haben, bot die Regierung am 13. Mai ihren Rücktritt an, den der König ablehnte. Eine Woche später sprach sich die Abgeordnetenkammer am 20. Mai in großer Mehrheit für den italienischen Kriegseintritt aus.
Am 16. Juli 1915 wurde Salvatore Barzilai zum Minister ohne Geschäftsbereich für die „vom Feind befreiten Gebiete“ ernannt. Nach dem Ausbleiben militärischer Erfolge verlor die Regierung ab Herbst 1915 zunehmend ihren Rückhalt. Zudem weigerte sich Salandra die Radikalen in die Regierungsverantwortung mit einzubeziehen, um die Regierung auf eine breitere, stabilere Basis zu stützen. Die österreichisch-ungarische Südtiroloffensive im Frühjahr 1916, die nur mit Mühen von der italienischen Armee aufgehalten wurde, führte schließlich zum Sturz der Regierung. Am 10. Juni 1916 wurde der Regierung in der Abgeordnetenkammer das Misstrauen ausgesprochen, woraufhin Salandra seinen Rücktritt einreichte. König Viktor Emanuel III. beauftragte daraufhin Paolo Boselli mit der Regierungsbildung, der wenig später das Kabinett Boselli vorstellte.

## Minister

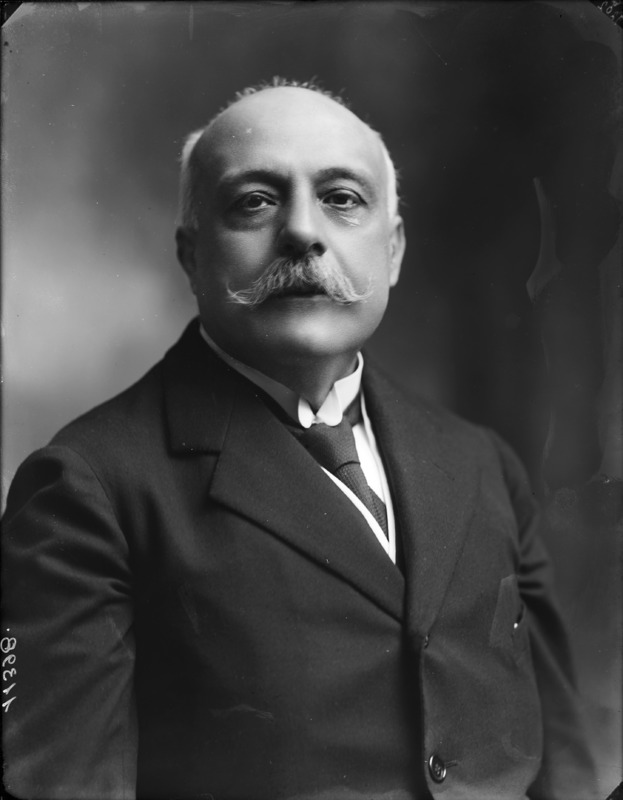
Antonio Salandra

| Ministerien                          | Name |
| ------------------------------------ | --- |
| Ministerpräsident                    | Antonio Salandra |
| Äußeres                              | Sidney Sonnino |
| Inneres                              | Antonio Salandra |
| Justiz und Kirchenangelegenheiten    | Vittorio Emanuele Orlando |
| Krieg                                | Vittorio Zupelli (bis 4. April 1916) Paolo Morrone (ab 4. April 1916)                                                                 |
| Marine                               | Leone Viale (bis 23. September 1915) Antonio Salandra (geschäftsführend bis 29. September 1915) Camillo Corsi (ab 30. September 1915) |
| Finanzen                             | Edoardo Daneo |
| Schatz                               | Paolo Carcano |
| Öffentliche Arbeiten                 | Augusto Ciuffelli |
| Bildung                              | Pasquale Grippo |
| Landwirtschaft, Industrie und Handel | Giannetto Cavasola |
| Post und Telegraphie                 | Vincenzo Riccio |
| Kolonien                             | Ferdinando Martini |
| ohne Geschäftsbereich                | Salvatore Barzilai (ab 16. Juli 1915)                                                                                                 |